# Umbrië
Umbrië (Italiaans: Umbria), "het land van Franciscus van Assisi", is een regio met groene, zacht glooiende heuvels begroeid met vooral wijn- en olijfgaarden, maar er zijn ook akkers met tarwe, suikerbieten, tabak en zonnebloemen. De regio bevindt zich in Centraal-Italië, in de vallei van de rivier de Tiber met het stuwmeer Lago di Corbara. Umbrië, ook wel het groene hart van Italië genoemd, heeft een zacht mediterraan klimaat zodat de zomers droog en zonnig zijn. De winters kunnen behoorlijk koud en nat zijn, zeker op grotere hoogte zoals in de bergen van de Apennijnen. Umbrië grenst in het westen aan Toscane (Trasimeense Meer), in het oosten aan Marche en de Apennijnen en in het zuiden aan Lazio. De oppervlakte van de regio bedraagt 8456 km² en eind 2013 had krap 900.000 inwoners. Umbrië wordt gekenmerkt door oude ommuurde steden op heuvels met steile straten die getuigen van een rijke cultuurgeschiedenis.

## Geschiedenis
De regio is genoemd naar de Umbri, een stam die zich in de regio vestigde in de 6e eeuw v.Chr.. Hun taal was het Umbrisch, een Italische taal die verwant is aan het Latijn. De Etruskisch-Romeinse periode en de Middeleeuwen vormen het hoogtepunt uit de Umbrische geschiedenis. De steden groeiden uit tot vorstendommen die de omliggende gebieden overheersten.

## Provincies en belangrijke steden
De hoofdstad van de regio is Perugia. De regio bestaat uit twee provincies: Perugia en Terni.

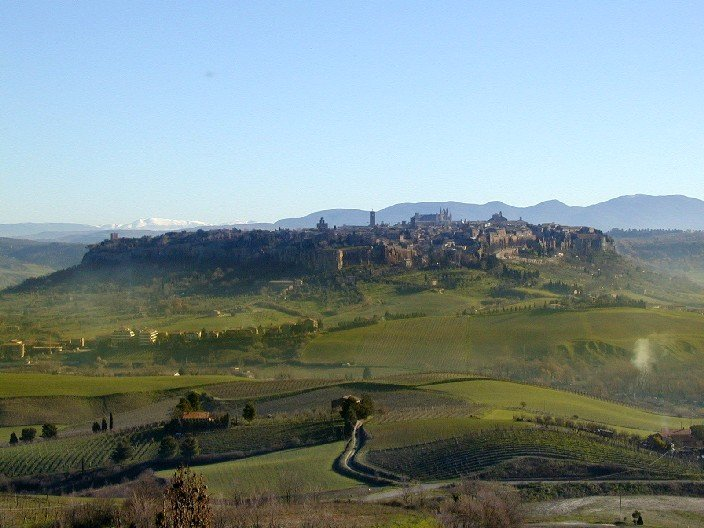
Zicht op de stad Orvieto

|  | Provincie | Afkorting | Hoofdstad | Belangrijke plaatsen             |
|  | Perugia   | PG        | Perugia   | Assisi, Foligno, Gubbio, Spoleto |
|  | Terni     | TR        | Terni     | Orvieto, Narni                   |

## Wijnbouw
Umbrië biedt al duizenden jaren thuis aan de wijnbouw en dat is vooral toe te schrijven aan de volgende factoren: de zacht glooiende heuvels met een gunstige blootstelling aan de zon, de rijkdom aan rivieren en wateren, het continentale maar zachte klimaat, de bodemstructuur die meestal bestaat uit bruikbare kleiachtige kalksteen.
Al deze gunstige voorwaarden hebben de inwoners van het gebied reeds vroeg ertoe aangezet met de productie van wijn te beginnen, zodat de Umbrische wijnboeren kunnen bogen op een lange traditie van wijn maken. Voor rode kwaliteitswijn is vooral de Sangiovese- en de Sagrantino-druif van belang, terwijl witte wijn vooral van Grechetto- en Malvasia-druiven wordt gemaakt.
Zie ook: Italië (wijnstreken)